# La Celestina (film 1996)
La Celestina è un film del 1996 diretto da Gerardo Vera.
Film drammatico spagnolo basato sull'omonima opera letteraria del 1499 attribuita a Fernando de Rojas.